# Планетарна геологія

Будова планет земної групи

Планетарна, або планетна геологія — розділ планетології, що вивчає поверхневі та внутрішні процеси, будову твердих тіл Сонячної системи: планет та їхніх супутників і кілець, астероїдів, комет, а також досліджує планетарно-астрономічні фактори геологічного розвитку Землі, розглядаючи геологію як інтегральну частину планетарної геології і навпаки.

## Історія планетарної геології
Ідея застосування геологічних принципів до планетарного картування, порівняльного дослідження геологічних особливостей Землі та інших планет пов'язана з іменами засновника Відділення астрогеології Геологічної служби США, геолога і планетолога Юджина Шумейкера, який зробив важливий внесок у дослідження ударних кратерів, дослідження Місяця, астероїдів і комет; першого директора Українського геологічного комітету Б. Л. Лічкова, який у 1950-х роках інтенсивно розробляв нову галузь знань, намагаючись об'єднати фундаментальні проблеми геофізики, геохімії, географії, історичної геології, геоморфології на основі дослідження подібності та взаємозв'язків Землі як космічного тіла з іншими космічними тілами Сонячної системи; інших вчених.
На початку становлення нової наукової дисципліни (1950—1960-ті роки) використовувались назви астрогеологія, екзогеологія, планетна геологія, геологія планет. Астрогеологія, яка була визначена як дисципліна в області поєднання геології та астрономії, відображала жвавий обмін ідей та даних між астрономами та геологами, оскільки виникало все більше даних щодо впливу сонячних та міжпланетних сил як на біологічне життя Землі, так і на її фізичний склад, але для новачків слово «астро» асоціюється з вивченням зірок і галактик, а не планет та їх супутників.
Подальші досягнення у вивченні твердих тіл Сонячної системи, серед яких на сьогодні 8 планет, 5 карликових планет, 176 природних супутників планет та — станом на 2016 — 659212 відомих астероїдів і 3296 кометних об'єктів, успіхи у безпосередньому та дистанційному дослідженні Місяця, Марса, Венери та інших об'єктів сприяли закріпленню в англійській мові терміну планетарна геологія (англ. Planetary Geology). Водночас термін астрогеологія трапляється в науково-популярній літературі та публікаціях ЗМІ, а також використовується як основний або рівнозначний у деяких країнах[де?].

## Основні напрямки досліджень
Планетарна геологія вивчає внутрішню будову, речовинний склад, розвиток структури твердої оболонки твердих планет, зміну форми планет внаслідок зміни швидкості осьового обертання, положення осі, розмірів та об'єму в плині геологічного часу. Загальнопланетарні фактори обумовлюються як зовнішніми (впливи Сонця, Місяця, інших планет), так і внутрішніми причинами. Серед останніх основними є процеси в мантії, які переважно обумовлюють розвиток літосфери.
Важлива увага приділяється дослідженню поверхневих явищ, таких, як утворення ударних кратерів, флювіальних та еолових процесів.
Розглядаються також малі космічні об'єкти — астероїди, об'єкти Пояса Койпера і комети.
За своєю природою, планетарна геологія має виражений міждисциплінарний характер. Для успішної інтерпретації різних видів дистанційного зондування та інших доступних даних планетарний геолог повинен мати добру освіту не лише в геології, а й, залежно від конкретного застосування, в таких різноманітних дисциплінах, як астрономія, мінералогія, геохімія, геофізика, хімія або навіть біологія. Крім того, для планетарних геологів надзвичайно важливо володіти комп'ютерним програмуванням та засобами обробки зображень / спектроскопії, щоб витягувати якомога більше інформації з часто обмежених наборів даних.